# Johannes Hinderbach
Johannes Hinderbach (* 1418 in Rauschenberg; † 21. September 1486 in Trient) war ein römisch-katholischer Bischof und Fürstbischof von Trient, der stark durch den Renaissance-Humanismus geprägt war.

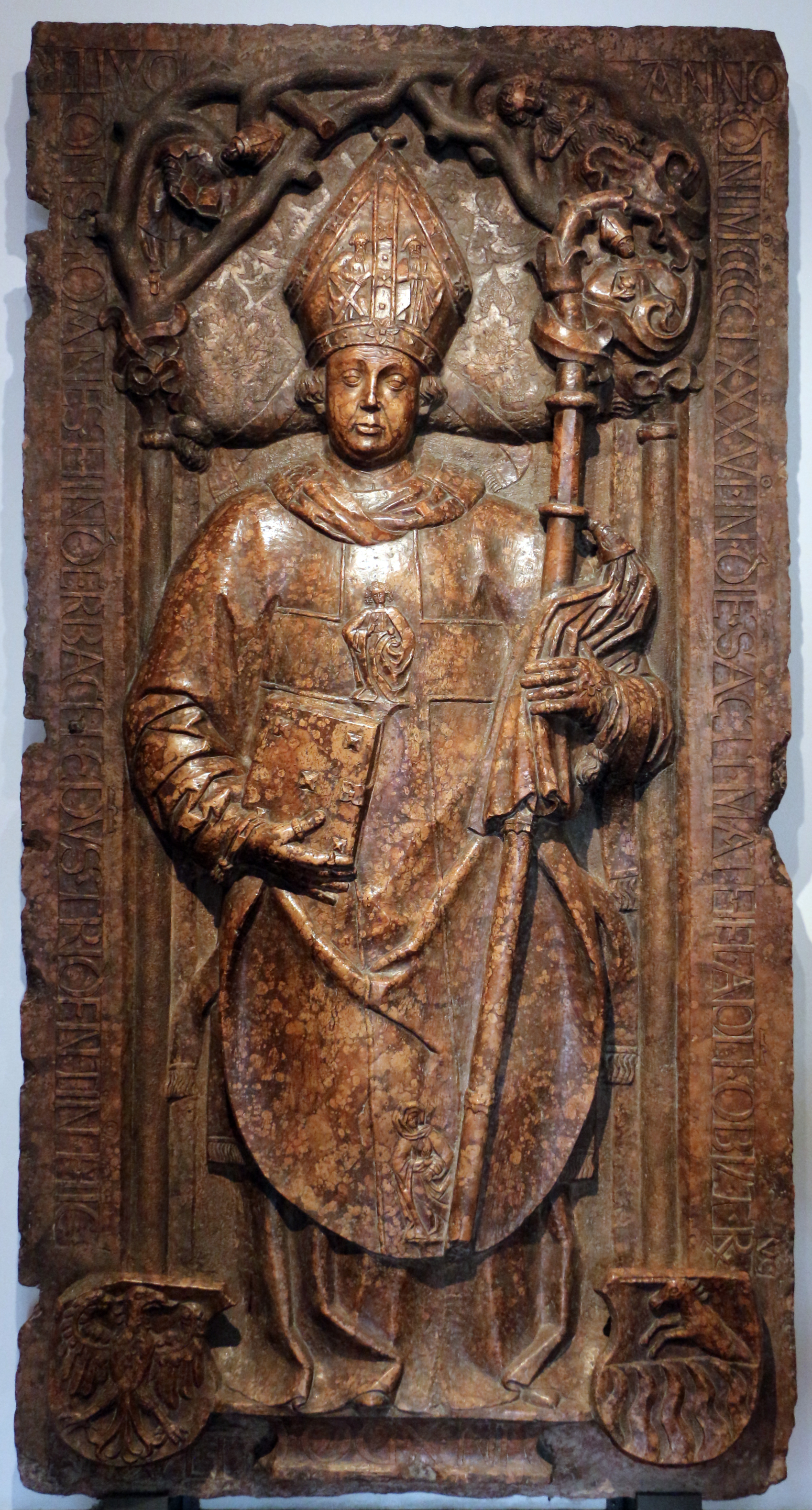
Grabplatte des Johannes Hinderbach (Tridentinisches Diözesanmuseum) – Lux Maurus zugeschrieben

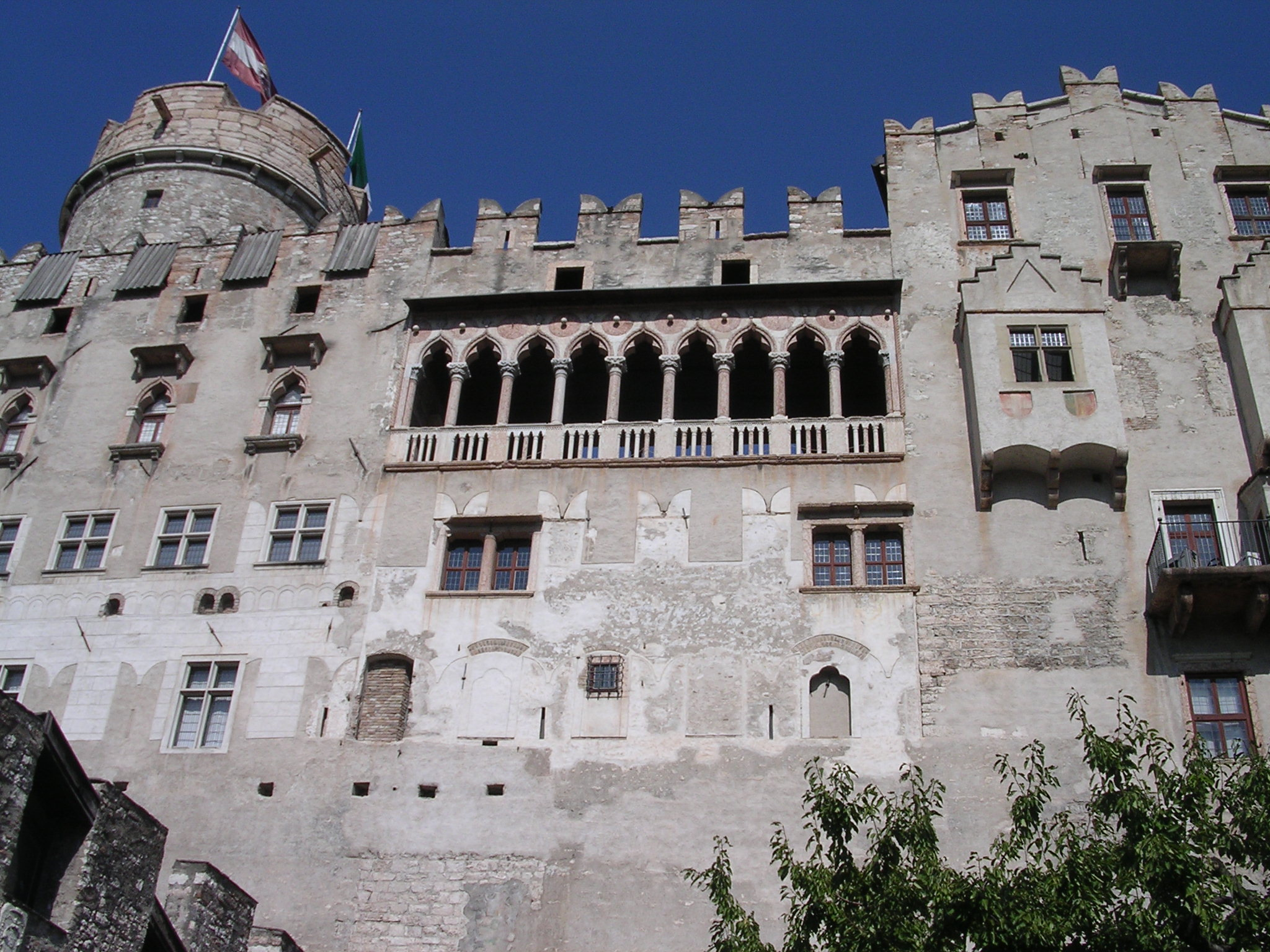
Die von Hinterbach um 1470/75 errichtete Loggia im Castello del Buonconsiglio in Trient

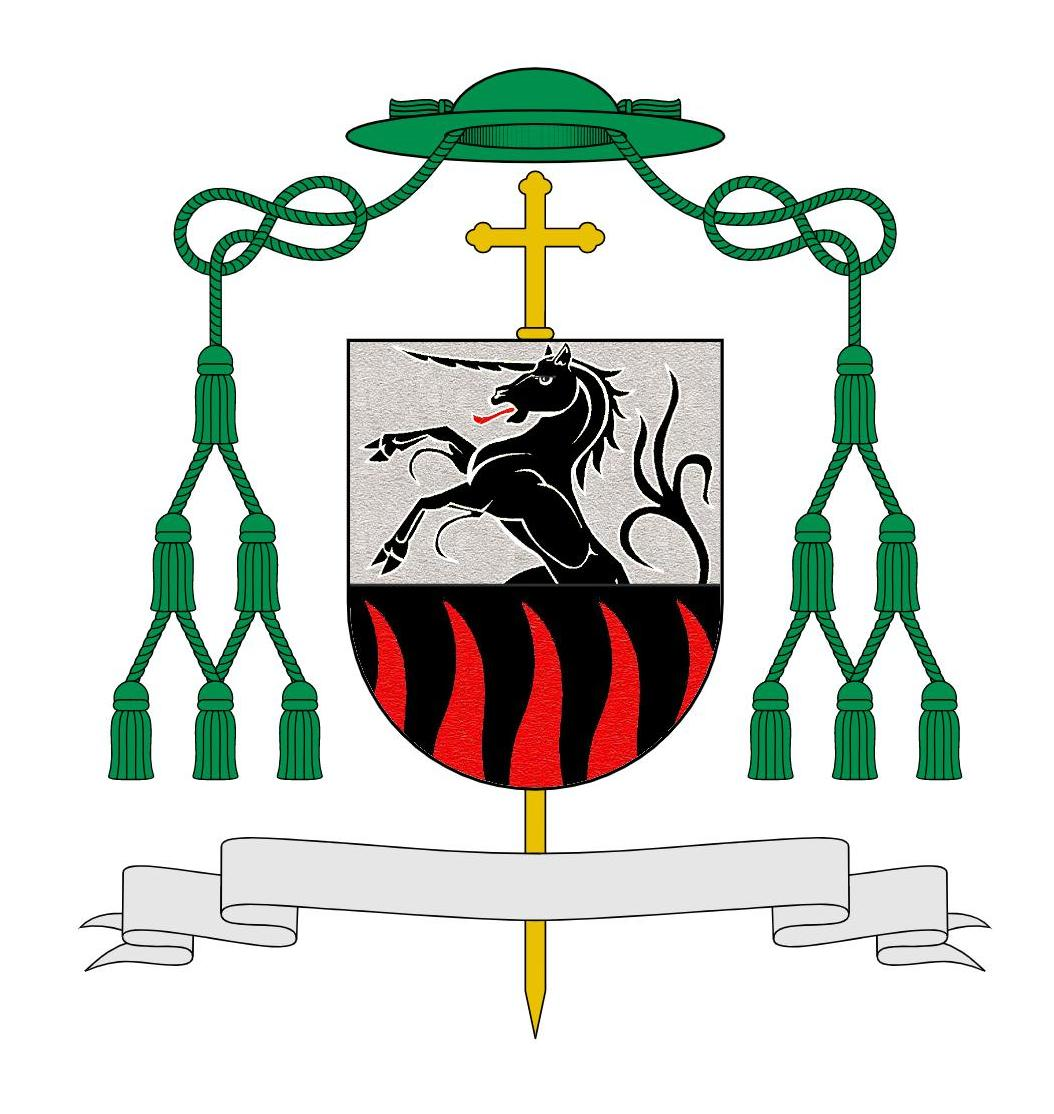
Bischofswappen (schematische Darstellung)

## Leben
1434/35 nahm Hinderbach ein Studium an der Universität Wien auf, wo er 1436 Bakkalaureus und 1438 Magister der Artes wurde. Darauf folgte ein Studium des Rechts in Wien und – ab 1441 – in Padua. Für Friedrich III. war er 1448 Gesandter in Mailand; als Belohnung erhielt er 1449 die Pfarrei Mödling. Kanonikate in Passau, Regensburg und Trient, wo er 1455 auch Dompropst wurde, folgten.
Im August 1465 wurde Hinderbach zum Fürstbischof des Bistums Trient gewählt, und am 12. Mai 1466 seine Ernennung vom Papst Paul II. bestätigt. In Trient baute er bis 1475 (Inschrift) die Bischofsresidenz, das Castello del Buonconsiglio, nach Ideen des Humanismus aus.
Hinderbachs Name wird auch oft genannt im Zusammenhang mit den Trienter Codices, der umfangreichsten Sammlung mehrstimmiger, hauptsächlich geistlicher Musik des 15. Jahrhunderts. Seine genaue Rolle bei deren Entstehung ist nicht geklärt.
Im Fall um Simon von Trient zog Hinderbach den Besitz der gefolterten und hingerichteten Juden ein, worauf ihm persönliche Bereicherung vorgeworfen wurde.
Heinrich von Langenstein, der Gründer der Wiener Schule der Pastoraltheologie, war Hinderbachs Urgroßonkel.